# 1995 a légi közlekedésben
Ez a lista az 1995-ös év légi közlekedéssel kapcsolatos eseményeit tartalmazza.

## Események

### szeptember
- szeptember 16. – Mexikóvárosban, a mexikói függetlenségi háború kitörésének évfordulója alkalmából tartott katonai ünnepségen a Mexikói Légierő egy F–5E típusú gépe a levegőben összeütközik három T–33 repülővel. A balesetben hat személy veszti életét.[1]

### november
- november 30. – Baku. Az Azerbaijan Airlines járata, egy Boeing 707–323C típusú utasszállító repülőgép pilótahiba és műszaki, repüléstechnikai okok miatt leszállási manőver végrehajtása közben a földnek csapódott. A gépen utazók közül 4 utas megsérült, és a személyzet tagjai közül kettő fő elhunyt.[2]

### december
- december 5. – Nahicsevan. Az Azerbaijan Airlines 56-os számú járata, egy Tupoljev Tu–134B típusú repülőgép a hajtóművek leállása miatt a közeli repülőtér mellett egy mezőre zuhant. A vizsgálatok kiderítették, hogy a gép hajtóművében már korábban fellépett az a meghibásodás, amely a tragédiához vezetett. A gépen utazó 80 utas közül 50 életét vesztette, 30 fő túlélte a balesetet, míg a személyzet tagjai közül 2 fő vesztette életét.[3]
- december 20. - Az American Airlines 965-ös járata egy hegynek csapódik Kolumbiában. A tragédiában 159 ember veszíti az életét, s csupán 4-en élték túl a balesetet.[4]